# Blaesoxipha boxi
Blaesoxipha boxi är en tvåvingeart som först beskrevs av Hall 1938.  Blaesoxipha boxi ingår i släktet Blaesoxipha och familjen köttflugor. Inga underarter finns listade i Catalogue of Life.